# Os Sete Magníficos (Andebol)
Os Sete Magníficos é o epíteto pelo qual ficou conhecida no panorama português uma equipa de jogadores de andebol do Sporting que marcou significativamente o andebol luso por entre 1966 e 1973, ao ganharem ao serviço dos leões sete Campeonatos Nacionais, cinco deles consecutivos — 1968/1969, 1969/1970, 1970/1971, 1971/1972 e 1972/1973. 
Era constituida por: Bessone Basto, Adriano Mesquita, Manuel Marques, Ramiro Pinheiro, Alfredo Pinheiro, Manuel Brito, o capitão e Carlos Correia.
Teve como treinador Júlio de Matos Moura — assumiu o cargo no final da época 1967/1968, nele permanecendo até 1978/1979. Foi substituído por Ângelo Pintado — figura maior na história do Sporting e considerado um dos grandes impulsionadores da modalidade em Portugal.